# Krzysztof Raczkowski
Krzysztof Raczkowski, znany również jako Docent i Doc (ur. 29 października 1970 w Kętrzynie, zm. 18 sierpnia 2005 w Olsztynie) – polski muzyk, producent muzyczny i perkusista. Raczkowski był perkusistą olsztyńskiej grupy deathmetalowej Vader, w której występował przez siedemnaście lat.
Współpracował ponadto z heavymetalową grupą Hunter, thrashmetalowymi Slashing Death i Unborn, blackmetalowymi Moon, Black Altar i Christ Agony, jazzowym Overdub Trio, Deadbambi (noise), alternatywną Sweet Noise czy death metalową Dies Irae. W latach 1985–2005 przypadających na okres jego działalności artystycznej nagrał kilkanaście albumów studyjnych jako pełnoprawny członek zespołu. Natomiast w latach 1997–1998 był pracownikiem olsztyńskiego Selani Studio.
Wraz z grupą Vader był trzykrotnie nominowany do nagrody polskiego przemysłu fonograficznego Fryderyka w kategorii Album roku metal za wydawnictwa Black to the Blind (1997), Litany (2000) i Revelations (2002).

## Życiorys
Krzysztof Raczkowski urodził się 29 października 1970 w Kętrzynie, natomiast wychowywał w Korszach. Grę na perkusji rozpoczął w 1985 roku w wieku 15 lat. Pierwszym instrumentem młodego muzyka był zestaw firmy Polmuz. W wyniku zamiłowania do czytania książek nadano mu przydomek Docent, który pozostał pseudonimem artystycznym perkusisty. Pierwszy zespół, w którym grał nosił nazwę Skandal, z którym nie zarejestrował jednak żadnych utworów. Następnie dołączył do thrashmetalowej grupy Dyktator, a w 1988 roku do Slashing Death, z którą nagrał dwa albumy demo Live at Thrash Camp (1988) i Irrevocably And With No Hope (1989).
W 1988 roku przeprowadził się do Olsztyna i dołączył do grupy Vader, z którą nagrał m.in. pięć albumów studyjnych The Ultimate Incantation (1992), De Profundis (1995), Black to the Blind (1997), Litany (2000) oraz Revelations (2002). Z zespołem odbył szereg tras koncertowych w Europie, Azji oraz Ameryce Północnej i Południowej, poprzedzając koncerty takich grup jak Morbid Angel, Deicide, Cannibal Corpse, Nile, Samael, Testament, czy Immortal.
W 1991 roku Raczkowski założył grupę Atrocious Filth, z którą nagrał w 1994 roku album Atrocious Filth, wydany dopiero po śmierci muzyka w 2008 roku.
W 1996 roku wraz z Cezarym Augustynowiczem liderem Christ Agony założył zespół Moon, z którym nagrał album Daemon's Heart. Wydawnictwo ukazało się w 1997 roku. Również w 1996 roku zagrał gościnnie na albumie Getto grupy Sweet Noise. W 2000 roku na zaproszenie Maurycego Stefanowicza dołączył do projektu Dies irae, z którym nagrał trzy albumy Immolated (2000), The Sin War (2002) i Sculpture of Stone (2004).
W 2004 roku podczas sesji nagraniowej albumu Vader Raczkowski miał wypadek, w wyniku którego doznał urazu ręki i nogi. Tymczasowo zastąpił go Dariusz Brzozowski występujący w grupie Vesania. W marcu 2005 roku odszedł z grupy Vader. Następnie dołączył do zespołu Sweet Noise oraz Hunter, w którym zastępował Grzegorza Sławińskiego.

### Śmierć

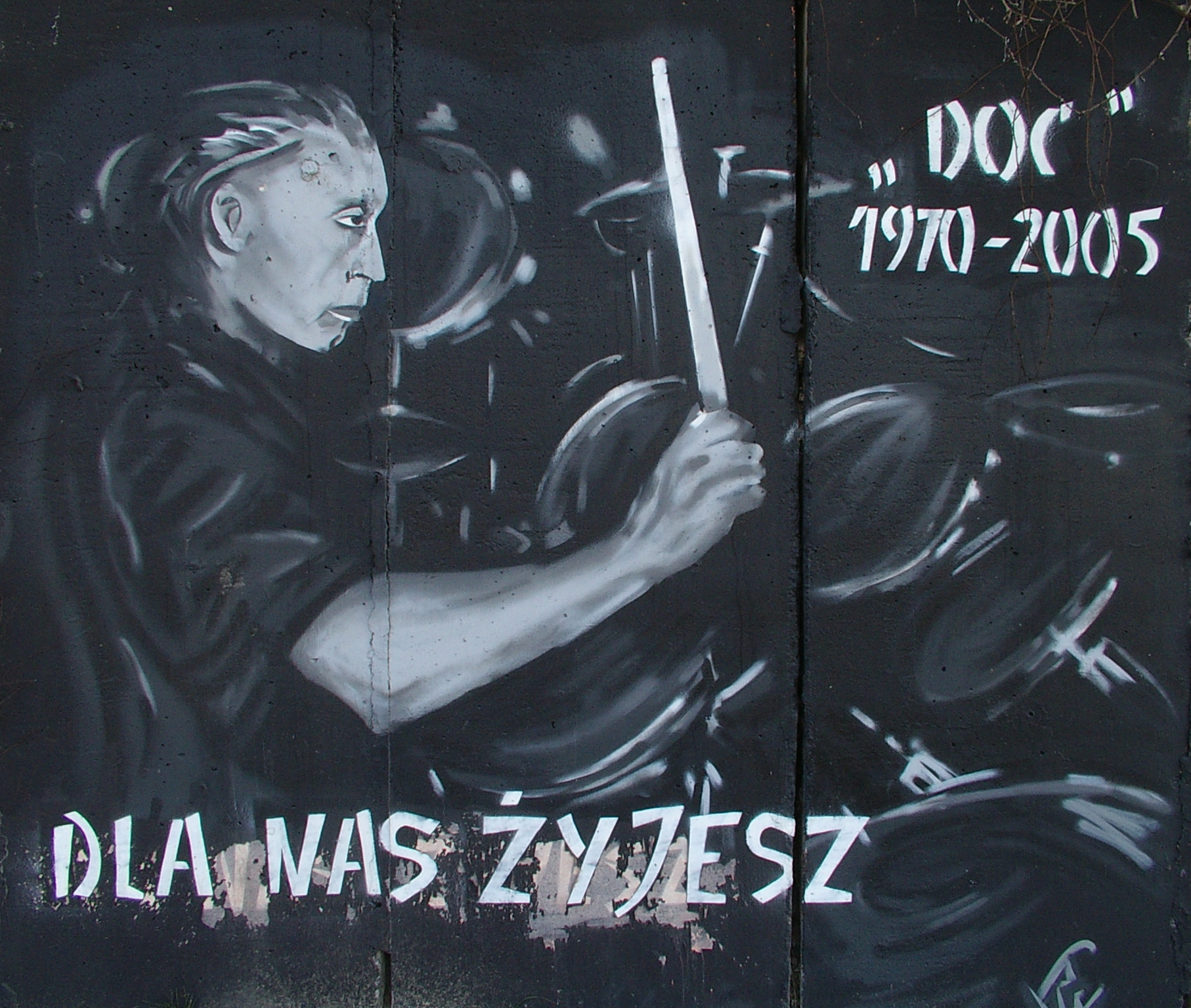
Graffiti upamiętniające Krzysztofa Raczkowskiego przy ul. Synów Pułku w Olsztynie

Muzyk zmarł nagle 18 sierpnia 2005. Znaleziono go martwego na dworcu w Olsztynie. Oficjalną przyczyną śmierci była niewydolność serca. Raczkowski został pochowany 24 sierpnia w Korszach, wolą rodziny termin pochówku nie został ogłoszony publicznie. W ceremonii wzięli udział m.in. Mariusz Kmiołek i członkowie grupy Vader – Piotr „Peter” Wiwczarek, Dariusz „Daray” Brzozowski, Maurycy „Mauser” Stefanowicz i Marcin „Novy” Nowak.
Po śmierci Raczkowskiego kondolencje i wyrazy współczucia na ręce rodziny złożyli m.in. Tony Laureano; Anders Jakobson - perkusista szwedzkiej grupy Nasum; Jeremy Wagner - były gitarzysta amerykańskiej grupy Broken Hope (poniżej wypowiedzi wybranych muzyków):

Jego przedwczesna śmierć bardzo mnie zasmuciła. Chciałbym złożyć kondolencje jego rodzinie, przyjaciołom i kolegom z zespołu. Metalowy świat stracił niewiarygodną perkusyjną siłę i cudowną duszę. Bracie, spoczywaj w spokoju.

Vader wspierał Broken Hope, gdy po raz pierwszy pojechaliśmy na własną trasę po Stanach. Każdej nocy Doc sponsorował naszego starego perkusistę Ryana (przyp. Staneka). Prócz tego, że był wielkim muzykiem, na zawsze pozostanie w mojej pamięci jako świetna osoba o miłym głosie, z którą rozmowa była przyjemnością

Po śmierci muzyka przy ul. Synów Pułku w Olsztynie fani wykonali graffiti upamiętniające zmarłego muzyka. 14 listopada ukazał się dedykowany Docentowi minialbum Vader pt. ”The Art of War”. 11 grudnia tego samego roku odbył się również koncert charytatywny w warszawskim klubie Proxima na rzecz konkubiny i syna Docenta. Podczas koncertu wystąpiły takie grupy jak Vader, CETI, Hate, Dead Infection, Lost Soul, Corruption, Azarath, Chainsaw oraz Virgin Snatch. W sprzedaży ukazał się ponadto limitowany wzór koszulki upamiętniający zmarłego. Dochód ze sprzedaży został przekazany najbliższej rodzinie muzyka.

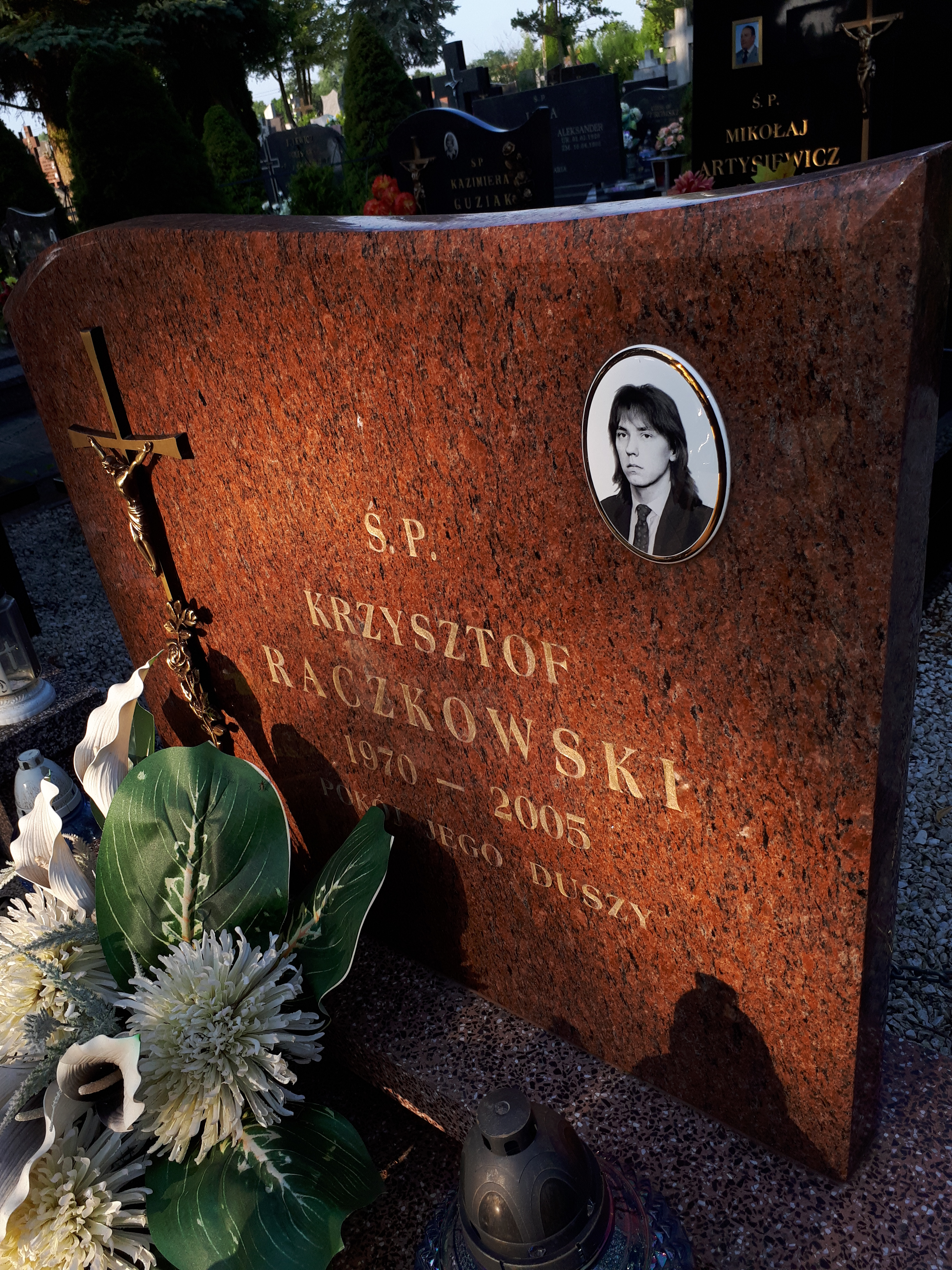
Nagrobek Docenta na Cmentarzu Komunalnym w Korszach

## Uzależnienie
Raczkowski przez wiele lat był uzależniony od narkotyków i alkoholu. Był to również przedmiot dyskusji fanów, jak i dziennikarzy muzycznych sugerujących, jakoby używki miały być głównym powodem odejścia muzyka w marcu 2005 roku z Vader. O jego uzależnieniu wypowiadali się członkowie Vader: gitarzysta Maurycy „Mauser” Stefanowicz i lider grupy Piotr „Peter” Wiwczarek.

Docent faktycznie miał problemy z narkotykami, ale to się skończyło; on z tego wyszedł. Z drugiej strony wpadł w alkoholizm. Nie ukrywajmy tego, bo taka jest prawda, że Docent miał problemy z alkoholem.

Doc mocno walczył ze swoimi słabostkami, które swego czasu przysporzyły nam wszystkim kłopotów. Wyszedł z tej trudnej walki, nie do końca jednak zwycięsko. Przynajmniej próbował.

## Spuścizna i inspiracje
W latach 1987–2005 przypadających na okres jego działalności artystycznej nagrał kilkanaście albumów studyjnych jako pełnoprawny członek zespołu. W 2007 roku po śmierci Raczkowskiego ukazał się zrealizowany z jego udziałem szósty album grupy Sweet Noise The Triptic. 12 stycznia 2009 roku nakładem Metal Mind Productions ukazało się pierwsze DVD grupy Dies Irae zatytułowane The Art of an Endless Creation. Wydawnictwo zawiera m.in. zapis ostatniego koncertu muzyka z Dies Irae z festiwalu Metalmania, który odbył się w katowickim Spodku 12 marca 2005 roku.
Wśród muzyków, którzy wymieniali Raczkowskiego jako inspiracje byli m.in. Zbigniew „Inferno” Promiński z grupy Behemoth, Dariusz „Daray” Brzozowski występujący od 2008 roku w norweskiej grupie Dimmu Borgir, Marcin „Zombek” Gołebiewski – były członek grupy Yattering oraz Tony Laureano, który współpracował z takimi grupami jak Nile, czy Malevolent Creation.

## Życie prywatne
Krzysztof Raczkowski miał syna Maurycego. W ostatnich latach życia mieszkał z rodziną w Gliwicach.

## Zestaw perkusyjny i technika gry
Spis powstał w oparciu o informacje udzielone przez Raczkowskiego w wywiadzie dla serwisu perkusja.rockmetal.art.pl oraz na nieistniejącej obecnie stronie internetowej dystrybutora talerzy perkusyjnych Alchemy Professional w Polsce, na których grał od 2002 roku do końca działalności artystycznej. Natomiast na bębnach firmy Yamaha grał od roku 1997 począwszy od sesji nagraniowej albumu Vader pt. Black to the Blind (1997).
Raczkowski o patentach i sposobach gry na instrumencie, jakie stosował:

Czy ja wiem... to chyba słychać na płytach... różne tam dwójki (double strokes) na blachach, przejścia (fill-ins) naprzemiennie kotły i stopy (np. RLFF, RLRLFF triolami) i takie tam drobne patenciki – urozmaicacze do podstawowej, prostej rzeźni...

Istanbul Agop Alchemy - Professional Cymbals
- AHR14 Rock Hi-hat 14 cali
- ASWC17 Sweet Crash 17 cali
- ACM18 Medium Crash 18 cali
- ARWR22 Raw Ride 22 cale
- ACH22 China 22 cale
- ARWCH16 Raw China 16 cali
- ASPR12 Rock Splash 12 cali
- ABL8 Bell 8 cali
- ARWB6 Raw Bell 6 cali

Pedals (stopy)
- Tama Iron Cobra

Yamaha Drums
- Bass Drum 22 cale Stage Custom
- Bass Drum 22 cale Stage Custom
- Tom Tom: 12 cali Maple Custom
- Tom Tom: 13 cali Maple Custom
- Tom Tom: 14 cali Maple Custom
- Floor Tom: 16 cali Maple Custom
- werbel Power V 6.5x14 cala, stalowy

Electronics (elektronika)
- Alesis D4 Trigger Module
- Ddrum Trigger Clamps

## Dyskografia

### Vader
Dema
- Necrolust (1989, wydanie własne)[25]
- Morbid Reich (1990, Carnage Records)[26]

Albumy
- The Ultimate Incantation (1992, Earache Records)[27]
- De Profundis (1995, Impact Records)[28]
- Black to the Blind (1997, Impact Records)[29]
- Litany (2000, Metal Blade Records)[30]
- Revelations (2002, Metal Blade Records)[31]

Albumy koncertowe
- The Darkest Age – Live ’93 (1994, Baron Records)[32]
- Live in Japan (1998, System Shock)[33]

Minialbumy
- Sothis (1994, Baron Records)[34]
- Kingdom (1998, Impact Records)[35]
- Reign Forever World (2001, Metal Blade Records)[36]
- Blood (2003, Metal Blade Records)[37]
- The Upcoming Chaos (2008, Regain Records)

Single
- An Act of Darkness / I.F.Y. (1995, Croon Records)[38]
- Carnal / Black to the Blind (1997, KOCH International)[39]
- Xeper / North (2000, Empire Records)[40]
- Angel of Death (2002, Empire Records)[41]

Kompilacje
- Reborn in Chaos (1996, Hammerheart Records)[42]
- XXV (2008, Regain Records)

Tribute albumy
- Vader – Future of the Past (1996, Koch International)[43]
- Slatanic Slaughter II – A Tribute to Slayer (1995, Voice Records)[44]
- Czarne zastępy – W hołdzie Kat (1998, Pagan Records)[45]
- Originators of Northern Darkness – A Tribute to Mayhem (2001, Avantgarde Music)
- Tyrants From the Abyss – A Tribute to Morbid Angel (2002, Empire Records)[46]

### Pozostałe
Slashing Death
- Live at Thrash Camp (1988, wydanie własne)
- Irrevocably & With No Hope (1989, wydanie własne)[47]
- Kill Me 'Coz I Can’t Stop (1990, wydanie własne)

Sweet Noise
- The Triptic (2007, EMI Music Poland, jako członek zespołu, album wydany pośmiertnie)[48]

Moon
- Daemon's Heart (1997, Pagan Records)[49]

Black Altar
- Na uroczysku (1998, wydanie własne, programowanie perkusji, produkcja)

Christ Agony
- Elysium (1999, Metal Mind Records)[50]

Tower
- Mercury (1999, Metal Mind Records, jako producent muzyczny)

Dies Irae
- Immolated (2000, Metal Blade Records)[51]
- The Sin War (2002, Metal Blade Records)[52]
- Sculpture of Stone (2004, Metal Mind Records)[53]

Atrocious Filth
- Atrocious Filth (2008, From Manangement, album wydany pośmiertnie)

Gościnnie
- Proletaryat – Tour 1993 (1994, Tres, gościnnie: perkusja w utworze „No Women No Cry”)[54]
- Sweet Noise – Getto (1996, Universal Music Group, gościnnie: perkusja w utworze „Down”)[55]
- Sweet Noise – Revolta (2003, EMI Music Poland, gościnnie: perkusja w utworze „N.U.E.R.H.A RMX”)[56]

## Wideografia
Vader
- Vision and Voice (1998, VHS, Metal Mind Records)
- More Vision and the Voice (2002, DVD, Metal Mind Records)[57]
- Night of the Apocalypse (2005, DVD, Metal Mind Records)[58]

Dies Irae
- The Art of an Endless Creation (2009, DVD wydane pośmiertnie, Metal Mind Records)[20]

## Nagrody i wyróżnienia
| Nagrody | Nagrody                    | Nagrody          | Nagrody  | Nagrody   |
| Rok     | Album                      | Kategoria        | Nagroda  | Nota      |
| ------- | -------------------------- | ---------------- | -------- | --------- |
| 1997    | Vader – Black to the Blind | album roku metal | Fryderyk | Nominacja |
| 2000    | Vader – Litany             | album roku metal | Fryderyk | Nominacja |
| 2002    | Vader – Revelations        | album roku metal | Fryderyk | Nominacja |